# 500 Milhas de Indianápolis de 2011
As 500 Milhas de Indianápolis de 2011 foi a 95ª edição da prova e a quinta prova da temporada. A prova também foi marcada pelo aniversário de 100 anos da prova. A corrida foi disputada no dia 29 de maio no Indianapolis Motor Speedway, localizado na cidade de Speedway, Indiana. O vencedor foi o britânico Dan Wheldon, da equipe Bryan Herta Autosport.

## Pilotos e Equipes
| Nº | Piloto                 | Equipe                         | Chassis | Motor | Pneu |
| -- | ---------------------- | ------------------------------ | ------- | ----- | ---- |
| 2  | Oriol Servià           | Newman/Haas Racing             | Dallara | Honda | F    |
| 3  | Hélio Castroneves      | Team Penske                    | Dallara | Honda | F    |
| 4  | J. R. Hildebrand (R)   | Panther Racing                 | Dallara | Honda | F    |
| 5  | Takuma Sato            | KV Racing Technology - Lotus   | Dallara | Honda | F    |
| 6  | Ryan Briscoe           | Team Penske                    | Dallara | Honda | F    |
| 06 | James Hinchcliffe (R)  | Newman/Haas Racing             | Dallara | Honda | F    |
| 7  | Danica Patrick         | Andretti Autosport             | Dallara | Honda | F    |
| 07 | Tomas Scheckter        | SH Racing                      | Dallara | Honda | F    |
| 8  | Ho-Pin Tung (R)        | Dragon Racing                  | Dallara | Honda | F    |
| 9  | Scott Dixon            | Chip Ganassi Racing            | Dallara | Honda | F    |
| 10 | Dario Franchitti       | Chip Ganassi Racing            | Dallara | Honda | F    |
| 11 | Davey Hamilton         | Dreyer & Reinbold Racing       | Dallara | Honda | F    |
| 12 | Will Power             | Team Penske                    | Dallara | Honda | F    |
| 14 | Vitor Meira            | A. J. Foyt Enterprises         | Dallara | Honda | F    |
| 17 | Raphael Matos          | AFS Racing                     | Dallara | Honda | F    |
| 18 | James Jakes (R)        | Dale Coyne Racing              | Dallara | Honda | F    |
| 19 | Alex Lloyd             | Dale Coyne Racing              | Dallara | Honda | F    |
| 20 | Scott Speed (R)        | Dragon Racing                  | Dallara | Honda | F    |
| 20 | Patrick Carpentier     | Dragon Racing                  | Dallara | Honda | F    |
| 22 | Justin Wilson          | Dreyer & Reinbold Racing       | Dallara | Honda | F    |
| 23 | Paul Tracy             | Dreyer & Reinbold Racing       | Dallara | Honda | F    |
| 24 | Ana Beatriz (R)        | Dreyer & Reinbold Racing       | Dallara | Honda | F    |
| 26 | Marco Andretti         | Andretti Autosport             | Dallara | Honda | F    |
| 27 | Mike Conway            | Andretti Autosport             | Dallara | Honda | F    |
| 28 | Ryan Hunter-Reay       | Andretti Autosport             | Dallara | Honda | F    |
| 30 | Bertrand Baguette      | Rahal Letterman Lanigan Racing | Dallara | Honda | F    |
| 34 | Sebastian Saavedra (R) | Conquest Racing                | Dallara | Honda | F    |
| 36 | Pippa Mann (R)         | Conquest Racing                | Dallara | Honda | F    |
| 38 | Graham Rahal           | Chip Ganassi Racing            | Dallara | Honda | F    |
| 41 | Bruno Junqueira        | A. J. Foyt Enterprises         | Dallara | Honda | F    |
| 43 | John Andretti          | Andretti Autosport             | Dallara | Honda | F    |
| 44 | Buddy Rice             | Panther Racing                 | Dallara | Honda | F    |
| 59 | E. J. Viso             | KV Racing Technology - Lotus   | Dallara | Honda | F    |
| 67 | Ed Carpenter           | Sarah Fisher Racing            | Dallara | Honda | F    |
| 77 | Alex Tagliani          | Sam Schmidt Motorsports        | Dallara | Honda | F    |
| 78 | Simona de Silvestro    | HVM Racing                     | Dallara | Honda | F    |
| 82 | Tony Kanaan            | KV Racing Technology - Lotus   | Dallara | Honda | F    |
| 83 | Charlie Kimball (R)    | Chip Ganassi Racing            | Dallara | Honda | F    |
| 88 | Jay Howard             | Sam Schmidt Motorsports        | Dallara | Honda | F    |
| 98 | Dan Wheldon            | Bryan Herta Autosport          | Dallara | Honda | F    |
| 99 | Townsend Bell          | Sam Schmidt Motorsports        | Dallara | Honda | F    |

- (R) - Rookie

## Treino classificatório

### Pole Day

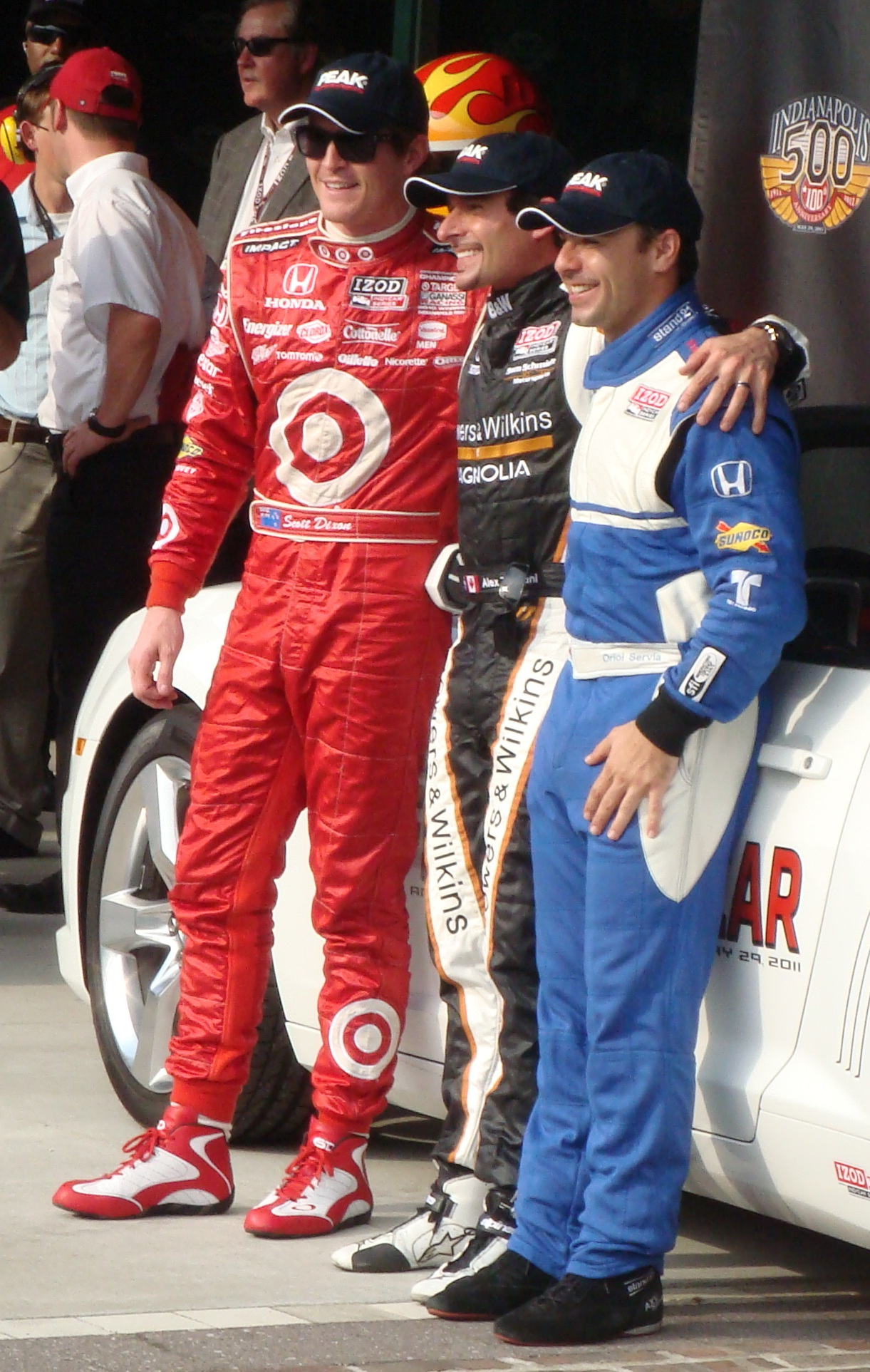
Os três mais bem olocados no Pole-Day. Da esquerda para direita: Scott Dixon (2º), Alex Tagliani (1º), e Oriol Servià (3º).

| 1               | 77  | Alex Tagliani         | Sam Schmidt Motorsports        | 2:38.6227 | 2:38.2613 | 15 |
| 2               | 9   | Scott Dixon           | Chip Ganassi Racing            | 2:38.7996 | 2:38.3528 | 13 |
| 3               | 2   | Oriol Servià          | Newman/Haas Racing             | 2:39.4506 | 2:38.4727 | 12 |
| 4               | 99  | Townsend Bell         | Sam Schmidt Motorsports        | 2:39.0973 | 2:38.6696 | 11 |
| 5               | 12  | Will Power            | Team Penske                    | 2:39.2292 | 2:38.7493 | 10 |
| 6               | 98  | Dan Wheldon           | Bryan Herta Autosport          | 2:39.0807 | 2:38.9477 | 9  |
| 7               | 44  | Buddy Rice            | Panther Racing                 | 2:39.4714 | 2:39.4431 | 8  |
| 8               | 67  | Ed Carpenter          | Sarah Fisher Racing            | 2:39.1714 | 2:39.9137 | 7  |
| 9               | 10  | Dario Franchitti      | Chip Ganassi Racing            | 2:39.0253 | sem tempo | 6  |
| 10ª-24ª posição |     |                       |                                |           |           |    |
| 10              | 5   | Takuma Sato           | KV Racing Technology - Lotus   | 2:39.4785 | —         | 4  |
| 11              | 14  | Vitor Meira           | A. J. Foyt Enterprises         | 2:39.5814 | —         | 4  |
| 12              | 4   | J. R. Hildebrand (R)  | Panther Racing                 | 2:39.5895 | —         | 4  |
| 13              | 06  | James Hinchcliffe (R) | Newman/Haas Racing             | 2:39.5942 | —         | 4  |
| 14              | 30  | Bertrand Baguette     | Rahal Letterman Lanigan Racing | 2:39.7973 | —         | 4  |
| 15              | 11  | Davey Hamilton        | Dreyer & Reinbold Racing       | 2:39.8223 | —         | 4  |
| 16              | 3   | Hélio Castroneves     | Team Penske                    | 2:39.8464 | —         | 4  |
| 17              | 43  | John Andretti         | Andretti Autosport             | 2:40.0133 | —         | 4  |
| 18              | 59  | E. J. Viso            | KV Racing Technology - Lotus   | 2:40.1907 | —         | 4  |
| 19              | 41  | Bruno Junqueira       | A. J. Foyt Enterprises         | 2:40.2203 | —         | 4  |
| 20              | 22  | Justin Wilson         | Dreyer & Reinbold Racing       | 2:40.3488 | —         | 4  |
| 21              | 88  | Jay Howard            | Sam Schmidt Motorsports        | 2:40.3685 | —         | 4  |
| 22              | 07  | Tomas Scheckter       | SH Racing                      | 2:40.4040 | —         | 4  |
| 23              | 82  | Tony Kanaan           | KV Racing Technology - Lotus   | 2:40.4156 | —         | 4  |
| 24              | 78T | Simona de Silvestro   | HVM Racing                     | 2:40.4335 | —         | 4  |
| Relatório       |     |                       |                                |           |           |    |

- (R) - Rookie

### Bump Day
| 25        | 23 | Paul Tracy      | Dreyer & Reinbold Racing | 2:40.0433 | 3 |
| 26        | 7  | Danica Patrick  | Andretti Autosport       | 2:40.0987 | 3 |
| 27        | 6T | Ryan Briscoe    | Team Penske              | 2:40.2572 | 3 |
| 28        | 26 | Marco Andretti  | Andretti Autosport       | 2:40.2648 | 3 |
| 29        | 83 | Charlie Kimball | Chip Ganassi Racing      | 2:40.3574 | 3 |
| 30        | 38 | Graham Rahal    | Chip Ganassi Racing      | 2:40.4424 | 3 |
| 31        | 19 | Alex Lloyd      | Dale Coyne Racing        | 2:40.7451 | 3 |
| 32        | 36 | Pippa Mann      | Conquest Racing          | 2:40.7600 | 3 |
| 33        | 24 | Ana Beatriz     | Dreyer & Reinbold Racing | 2:40.8012 | 3 |
| Relatório |    |                 |                          |           |   |

### Não se classificaram
| Nº | Piloto             | Equipe             | Nota                                                                                           |
| -- | ------------------ | ------------------ | ---------------------------------------------------------------------------------------------- |
| 8  | Ho-Pin Tung        | Dragon Racing      | Bateu durante o Pole Day, não sendo liberado clinicamente para prosseguir nos treinos.         |
| 20 | Scott Speed        | Dragon Racing      | Speed não tentou se classificar no Pole Day.                                                   |
| 20 | Patrick Carpentier | Dragon Racing      | Equipe se retirou do Bump Day após Carpentier bater e a equipe não conseguir um carro reserva. |
| 27 | Mike Conway        | Andretti Autosport |                                                                                                |
| 34 | Sebastián Saavedra | Conquest Racing    |                                                                                                |
| 17 | Raphael Matos      | AFS Racing         |                                                                                                |
| 18 | James Jakes        | Dale Coyne Racing  |                                                                                                |
| 28 | Ryan Hunter-Reay   | Andretti Autosport | Substituiu Junqueira no carro #41 após negociação entre as equipes.                            |

## Carby Day

### Pit-Stop mais rápido
|  | Primeira rodada | Primeira rodada   | Primeira rodada  |                  |  | Quartas-de-finais | Quartas-de-finais | Quartas-de-finais |    |             | Semi-finais | Semi-finais | Semi-finais |    |                  | Final | Final | Final |
|  |                 |                   |                  |                  |  |                   |                   |                   |    |             |             |             |             |    |                  |       |       |       |
|  |                 |                   |                  |                  |  |                   |                   |                   |    |             |             |             |             |    |                  |       |       |       |
|  |                 | 12                | Will Power       |                  |  |                   |                   |                   |    |             |             |             |             |    |                  |       |       |       |
|  |                 |                   |                  |                  |  |                   |                   |                   |    |             |             |             |             |    |                  |       |       |       |
|  |                 |                   | 28               | Ryan Hunter-Reay |  |                   |                   |                   |    |             |             |             |             |    |                  |       |       |       |
|  | 3               | Hélio Castroneves | 28               | Ryan Hunter-Reay |  |                   |                   |                   |    |             |             |             |             |    |                  |       |       |       |
|  | 3               | Hélio Castroneves |                  |                  |  |                   |                   |                   |    |             |             |             |             |    |                  |       |       |       |
|  | 28              | Ryan Hunter-Reay  |                  |                  |  |                   |                   |                   |    |             |             |             |             |    |                  |       |       |       |
|  | 28              | Ryan Hunter-Reay  |                  |                  |  |                   |                   |                   | 12 | Will Power  |             |             |             |    |                  |       |       |       |
|  |                 |                   |                  |                  |  |                   |                   |                   | 12 | Will Power  |             |             |             |    |                  |       |       |       |
|  |                 | 10                | Dario Franchitti |                  |  |                   |                   |                   |    |             |             |             |             |    |                  |       |       |       |
|  |                 | 10                | Dario Franchitti |                  |  |                   |                   |                   |    |             |             |             |             |    |                  |       |       |       |
|  |                 |                   |                  |                  |  |                   |                   |                   |    |             |             |             |             |    |                  |       |       |       |
|  |                 |                   |                  |                  |  |                   |                   |                   |    |             |             |             |             |    |                  |       |       |       |
|  |                 | 10                | Dario Franchitti |                  |  |                   |                   |                   |    |             |             |             |             |    |                  |       |       |       |
|  |                 |                   |                  |                  |  |                   |                   |                   |    |             |             |             |             |    |                  |       |       |       |
|  |                 |                   | 19               | Alex Lloyd       |  |                   |                   |                   |    |             |             |             |             |    |                  |       |       |       |
|  | 19              | Alex Lloyd        | 19               | Alex Lloyd       |  |                   |                   |                   |    |             |             |             |             |    |                  |       |       |       |
|  | 19              | Alex Lloyd        |                  |                  |  |                   |                   |                   |    |             |             |             |             |    |                  |       |       |       |
|  | 06              | James Hinchcliffe |                  |                  |  |                   |                   |                   |    |             |             |             |             |    |                  |       |       |       |
|  | 06              | James Hinchcliffe |                  |                  |  |                   |                   |                   |    |             |             |             |             | 10 | Dario Franchitti | 8.481 |       |       |
|  |                 |                   |                  |                  |  |                   |                   |                   |    |             |             |             |             |    | Dario Franchitti | 8.481 |       |       |
|  |                 | 6                 | Ryan Briscoe     | 7.882            |  |                   |                   |                   |    |             |             |             |             |    |                  |       |       |       |
|  |                 | 6                 | Ryan Briscoe     | 7.882            |  |                   |                   |                   |    |             |             |             |             |    |                  |       |       |       |
|  |                 |                   |                  |                  |  |                   |                   |                   |    |             |             |             |             |    |                  |       |       |       |
|  |                 |                   |                  |                  |  |                   |                   |                   |    |             |             |             |             |    |                  |       |       |       |
|  |                 | 9                 | Scott Dixon      |                  |  |                   |                   |                   |    |             |             |             |             |    |                  |       |       |       |
|  |                 |                   |                  |                  |  |                   |                   |                   |    |             |             |             |             |    |                  |       |       |       |
|  |                 |                   | 82               | Tony Kanaan      |  |                   |                   |                   |    |             |             |             |             |    |                  |       |       |       |
|  | 82              | Tony Kanaan       | 82               | Tony Kanaan      |  |                   |                   |                   |    |             |             |             |             |    |                  |       |       |       |
|  | 82              | Tony Kanaan       |                  |                  |  |                   |                   |                   |    |             |             |             |             |    |                  |       |       |       |
|  | 26              | Marco Andretti    |                  |                  |  |                   |                   |                   |    |             |             |             |             |    |                  |       |       |       |
|  | 26              | Marco Andretti    |                  |                  |  |                   |                   |                   | 82 | Tony Kanaan |             |             |             |    |                  |       |       |       |
|  |                 |                   |                  |                  |  |                   |                   |                   | 82 | Tony Kanaan |             |             |             |    |                  |       |       |       |
|  |                 | 6                 | Ryan Briscoe     | 7.568            |  |                   |                   |                   |    |             |             |             |             |    |                  |       |       |       |
|  |                 | 6                 | Ryan Briscoe     | 7.568            |  |                   |                   |                   |    |             |             |             |             |    |                  |       |       |       |
|  |                 |                   |                  |                  |  |                   |                   |                   |    |             |             |             |             |    |                  |       |       |       |
|  |                 |                   |                  |                  |  |                   |                   |                   |    |             |             |             |             |    |                  |       |       |       |
|  |                 | 6                 | Ryan Briscoe     | 7.788            |  |                   |                   |                   |    |             |             |             |             |    |                  |       |       |       |
|  |                 |                   |                  | 7.788            |  |                   |                   |                   |    |             |             |             |             |    |                  |       |       |       |
|  |                 |                   | 22               | Justin Wilson    |  |                   |                   |                   |    |             |             |             |             |    |                  |       |       |       |
|  | 5               | Takuma Sato       | 22               | Justin Wilson    |  |                   |                   |                   |    |             |             |             |             |    |                  |       |       |       |
|  | 5               | Takuma Sato       |                  |                  |  |                   |                   |                   |    |             |             |             |             |    |                  |       |       |       |
|  | 22              | Justin Wilson     |                  |                  |  |                   |                   |                   |    |             |             |             |             |    |                  |       |       |       |

Fonte: 

## Corrida

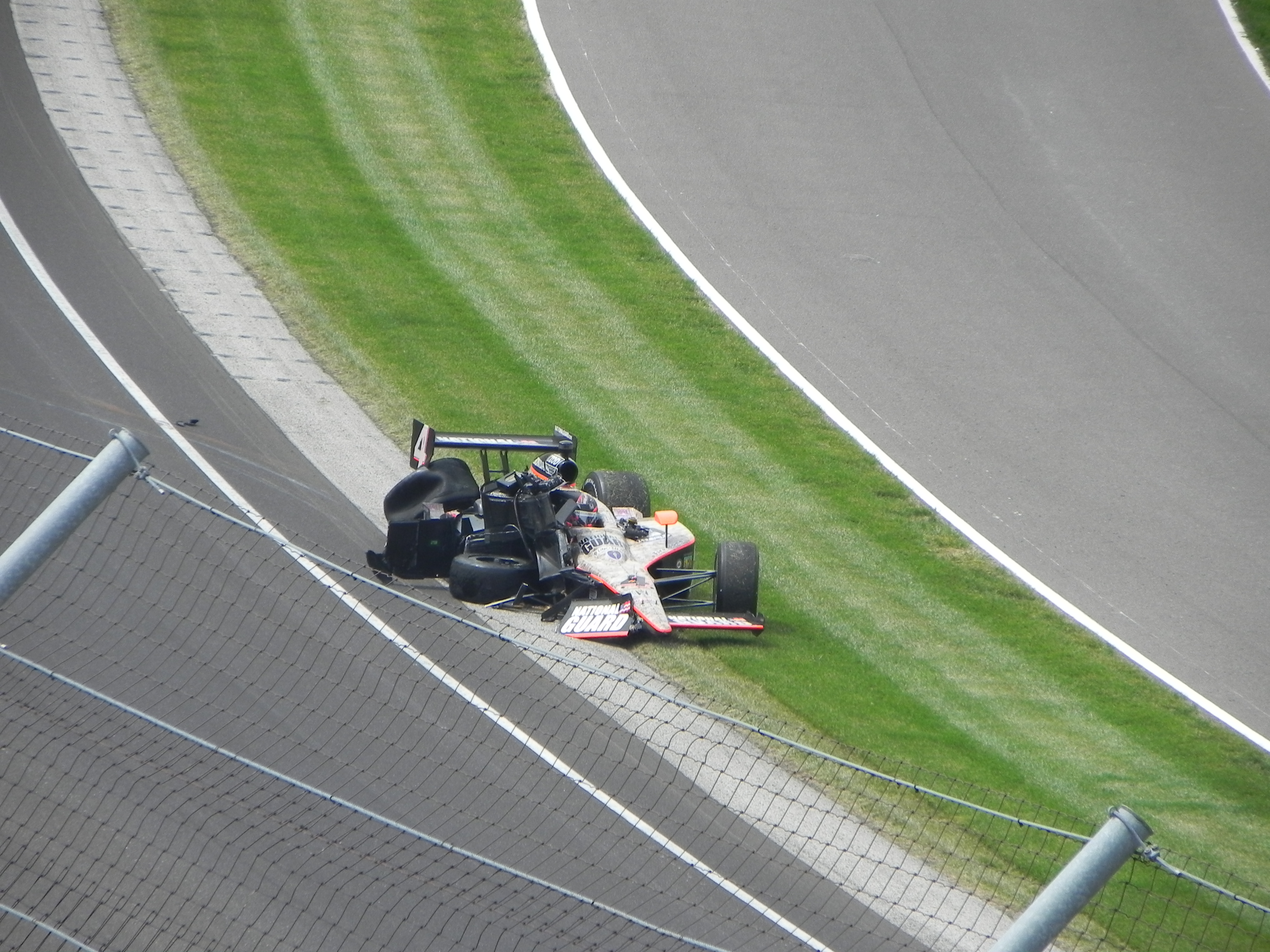
J. R. Hildebrand bateu na última curva.

| Pos       | Nº | Piloto                | Equipe                         | Voltas | Tempo              | Largada | Voltas na Liderança | Pontos |
| --------- | -- | --------------------- | ------------------------------ | ------ | ------------------ | ------- | ------------------- | ------ |
| 1         | 98 | Dan Wheldon           | Bryan Herta Autosport          | 200    | 2:56:11.7267       | 6       | 1                   | 50+9   |
| 2         | 4  | J. R. Hildebrand (R)  | Panther Racing                 | 200    | +2.1086            | 12      | 7                   | 40+4   |
| 3         | 38 | Graham Rahal          | Chip Ganassi Racing            | 200    | +5.5949            | 29      | 6                   | 35+3   |
| 4         | 82 | Tony Kanaan           | KV Racing Technology - Lotus   | 200    | +7.4870            | 22      | 0                   | 32+4   |
| 5         | 9  | Scott Dixon[N1]       | Chip Ganassi Racing            | 200    | +9.5434            | 2       | 73                  | 30+15  |
| 6         | 2  | Oriol Servià[N1]      | Newman/Haas Racing             | 200    | +9.5435* (+8.8757) | 3       | 18                  | 28+14  |
| 7         | 30 | Bertrand Baguette     | Rahal Letterman Lanigan Racing | 200    | +23.9631           | 14      | 11                  | 26+4   |
| 8         | 07 | Tomas Scheckter       | SH Racing                      | 200    | +24.3299           | 21      | 0                   | 24+4   |
| 9         | 26 | Marco Andretti        | Andretti Autosport             | 200    | +25.7411           | 27      | 0                   | 22+3   |
| 10        | 7  | Danica Patrick        | Andretti Autosport             | 200    | +26.4483           | 25      | 10                  | 10+3   |
| 11        | 67 | Ed Carpenter          | Sarah Fisher Racing            | 200    | +27.0375           | 8       | 3                   | 19+7   |
| 12        | 10 | Dario Franchitti      | Chip Ganassi Racing            | 200    | +56.4167           | 9       | 51                  | 18+6   |
| 13        | 83 | Charlie Kimball (R)   | Chip Ganassi Racing            | 199    | +1 volta           | 28      | 0                   | 17+3   |
| 14        | 12 | Will Power            | Team Penske                    | 199    | +1 volta           | 5       | 0                   | 16+10  |
| 15        | 14 | Vitor Meira           | A. J. Foyt Enterprises         | 199    | +1 volta           | 11      | 0                   | 15+4   |
| 16        | 22 | Justin Wilson         | Dreyer & Reinbold Racing       | 199    | +1 volta           | 19      | 0                   | 14+4   |
| 17        | 3  | Hélio Castroneves     | Team Penske                    | 199    | +1 volta           | 16      | 0                   | 13+4   |
| 18        | 44 | Buddy Rice            | Panther Racing                 | 198    | +2 voltas          | 7       | 0                   | 12+8   |
| 19        | 19 | Alex Lloyd            | Dale Coyne Racing              | 198    | +2 voltas          | 30      | 0                   | 12+3   |
| 20        | 36 | Pippa Mann (R)        | Conquest Racing                | 198    | +2 voltas          | 31      | 0                   | 12+3   |
| 21        | 24 | Ana Beatriz           | Dreyer & Reinbold Racing       | 197    | +3 voltas          | 32      | 0                   | 12+3   |
| 22        | 43 | John Andretti         | Andretti Autosport             | 197    | +3 voltas          | 17      | 0                   | 12+4   |
| 23        | 41 | Ryan Hunter-Reay[N2]  | A. J. Foyt Enterprises         | 197    | +3 voltas          | 33      | 0                   | 12+0   |
| 24        | 11 | Davey Hamilton        | Dreyer & Reinbold Racing       | 193    | +7 voltas          | 15      | 0                   | 12+4   |
| 25        | 23 | Paul Tracy            | Dreyer & Reinbold Racing       | 175    | +25 voltas         | 24      | 0                   | 10+3   |
| 26        | 99 | Townsend Bell         | Sam Schmidt Motorsports        | 157    | Contato            | 4       | 0                   | 10+11  |
| 27        | 6  | Ryan Briscoe          | Team Penske                    | 157    | Contato            | 26      | 0                   | 10+3   |
| 28        | 77 | Alex Tagliani         | Sam Schmidt Motorsports        | 147    | Contato            | 1       | 20                  | 10+5   |
| 29        | 06 | James Hinchcliffe (R) | Newman/Haas Racing             | 99     | Contato            | 13      | 0                   | 10+4   |
| 30        | 88 | Jay Howard (R)        | Sam Schmidt Motorsports        | 60     | Contato            | 20      | 0                   | 10+4   |
| 31        | 78 | Simona de Silvestro   | HVM Racing                     | 44     | Abandonou          | 23      | 0                   | 10+4   |
| 32        | 59 | E. J. Viso            | KV Racing Technology - Lotus   | 27     | Contato            | 18      | 0                   | 10+4   |
| 33        | 5  | Takuma Sato           | KV Racing Technology - Lotus   | 20     | Contato            | 10      | 0                   | 10+4   |
|           |    |                       |                                |        |                    |         |                     |        |
| Subs      | 41 | Bruno Junqueira[N2]   | A. J. Foyt Enterprises         | -      | -                  | -       | -                   | 4      |
| Relatório |    |                       |                                |        |                    |         |                     |        |

Notas
- N1 ↑ a b Extra-oficialmente Oriol Servià terminou na 5ª posição, à 8.8757 segundos atrás do líder, junto com Scott Dixon, que terminou em sexto. Porém no resultado oficial foi determinado que Dixon ficou em quinto e Servià em sexto, porquê o espanhol passou o neozelandês durante a bandeira amarela, que foi acionada por causa da batida de J. R. Hildebrand.
- N2 ↑ a b Após os treinos classificatórios serem concluídos, Bruno Junqueira foi substituído por Ryan Hunter-Reay, que não tinha se classificado para corrida. Porém, Junqueira recebeu os quatro pontos pela sua classificação.

## Tabela do campeonato após a corrida
Observe que somente as dez primeiras posições estão incluídas na tabela.
| Pos | Var     | Piloto           | Pontos |
| --- | ------- | ---------------- | ------ |
| 1   | Estável | Will Power       | 194    |
| 2   | Estável | Dario Franchitti | 178    |
| 3   | Estável | Oriol Servià     | 152    |
| 4   | Aumento | Tony Kanaan      | 135    |
| 5   | Aumento | Scott Dixon      | 129    |

| Pos | Var     | Piloto           | Pontos |
| --- | ------- | ---------------- | ------ |
| 6   | Aumento | Graham Rahal     | 120    |
| 7   | Baixa   | Ryan Briscoe     | 114    |
| 8   | Aumento | J. R. Hildebrand | 113    |
| 9   | Baixa   | Alex Tagliani    | 110    |
| 10  | Baixa   | Mike Conway      | 102    |